# José Antonio Miranda
José Antonio Miranda Boacho (Getafe, 22 de julio de 1998), conocido como Josete, es un futbolista hispano-ecuatoguineano que juega como centrocampista en el Kalamata F. C. de la Segunda Superliga de Grecia. Es internacional con la selección de fútbol de Guinea Ecuatorial.

## Trayectoria
Aunque nació en España, debido a la emigración de su madre (natural de Bioko, Guinea Ecuatorial), tiene la doble nacionalidad ecuatoguineana y española.
Se formó en los clubes Tetuán, A. D. Unión Adarve, Real Madrid C. F., Ciudad de Getafe y Getafe C. F. El 8 de febrero de 2015, con apenas de 16 años, debutó con el filial azulón en los minutos finales de un partido de la Segunda División B que fue ganado por 2–0 frente al Conquense. El 10 de abril de 2021 debutó con el primer equipo, jugando los últimos minutos de un encuentro de Primera División ante el Cádiz C. F.
A mediados de septiembre del mismo año abandonó el club de manera temporal después de ser cedido al Niki Volos. Tras esta cesión se quedó en el equipo después de haberse desvinculado del conjunto getafense y firmado por dos temporadas en agosto de 2022. Pasado ese tiempo continuó jugando en Grecia al fichar por el Iraklis de Tesalónica.
El 4 de julio de 2025, firmó un contrato de dos años con el Kalamata F. C.

## Selección nacional
Josete fue citado a la selección absoluta de Guinea Ecuatorial por primera vez para las fechas FIFA de marzo de 2015. Debutó el día 26 de ese mes en un amistoso contra Egipto, que concluyó en derrota (0:2) y en el cual fue suplente, entrando en el minuto 68.

## Clubes
| Club                  | País   | Año           |
| --------------------- | ------ | ------------- |
| Getafe C. F. "B"      | España | 2015-2022     |
| Niki Volos (cedido)   | Grecia | 2021-2022     |
| Niki Volos            | Grecia | 2022-2024     |
| Iraklis de Tesalónica | Grecia | 2024-2025     |
| Kalamata F. C.        | Grecia | 2025-presente |